# Aechmea castelnavii
Aechmea castelnavii är en gräsväxtart som beskrevs av John Gilbert Baker. Aechmea castelnavii ingår i släktet Aechmea och familjen Bromeliaceae. Inga underarter finns listade i Catalogue of Life.

## Bildgalleri

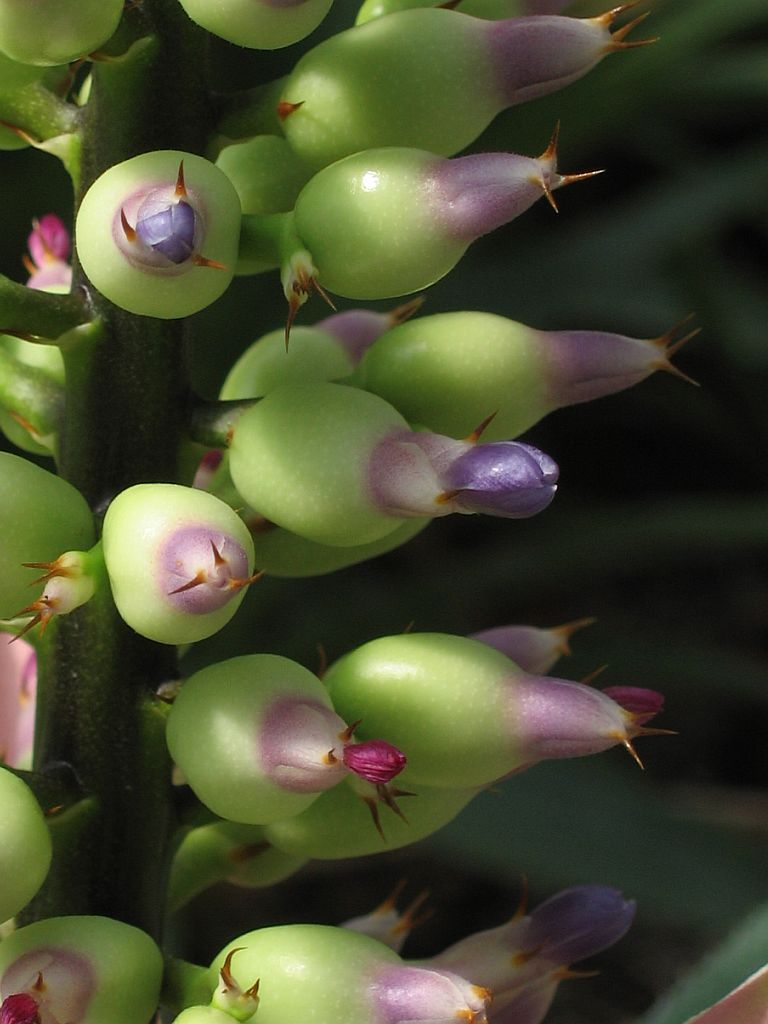
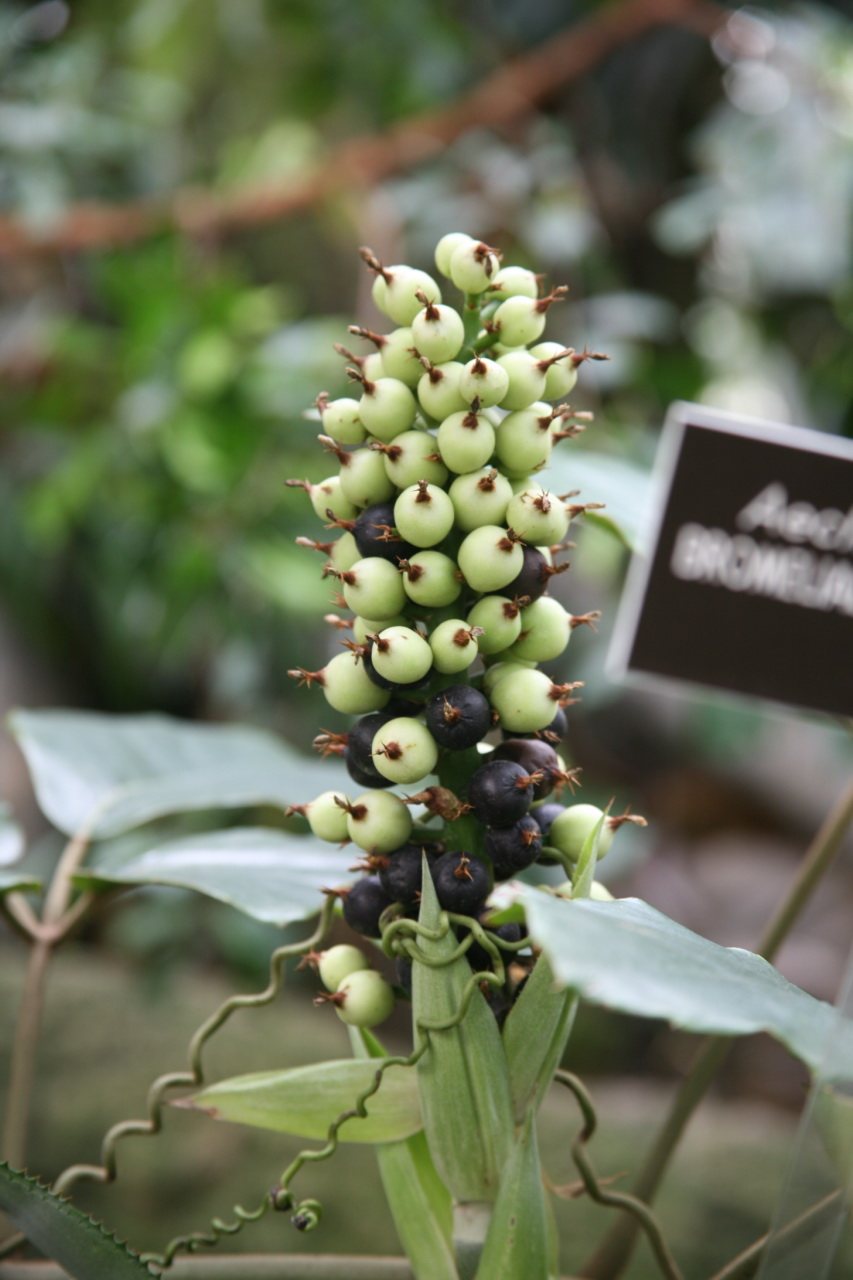
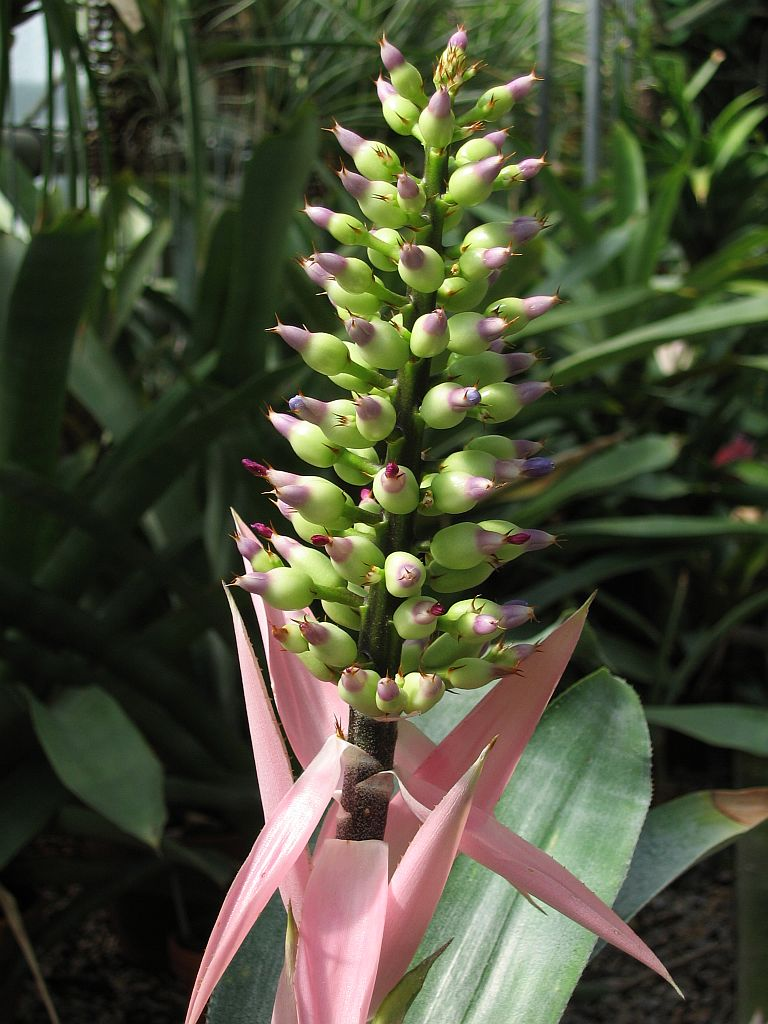